# Останино (Новосибирская область)
Оста́нино — деревня в Тогучинском районе Новосибирской области. Входит в состав Сурковского сельсовета.

## География
Площадь деревни — 33 гектаров.

## Население
| 2002 | 2007 | 2010 |
| ---- | ---- | ---- |
| 53   | ↘46  | ↘6   |

## Инфраструктура
В деревне по данным на 2007 год отсутствует социальная инфраструктура.